# Mary Forbes
Mary Forbes, angleška filmska igralka, * 30. december 1879, Hornsey, London, Anglija, † 22. julij 1974, Beaumont, Kalifornija, ZDA.
Med letoma 1919 in 1958 se je pojavila v več kot 130 filmih. Njuna otroka, sin Ralph in hčerka Brenda, sta bila prav tako po poklicu igralca.

## Izbrana filmografija
- The Thirteenth Chair (1929)
- The Trespasser (1929)
- Sunny Side Up (1929)
- The Man Who Came Back (1931)
- The Brat (1931)
- Vanity Fair (1932)
- Bombshell (1933)
- The Awful Truth (1937)
- Everybody Sing (1938)
- Three Loves Has Nancy (1938)
- You Can't Take It with You (1938)
- Prigode Sherlocka Holmesa (1939)
- Private Affairs (1940)
- Nothing But the Truth (1941)
- Sherlock Holmes in Washington (1943)
- Women in Bondage (1943)
- Terror by Night (1946)